# 国营梨树农场
国营梨树农场是吉林省四平市梨树县的一个国有农场，又称梨树农垦集团:27，所在区域列为梨树县的一个类似乡级单位。
从下辖的分场推断，四平辽河农垦管理区国营梨树农场与辽河农场是为同一国有农场。
2012年时，四平辽河农垦管理区辽河农场下辖五个全民农业分场：茅山、三塔、小宽、新鲜、福宁，一个农业科学研究所，五个卫生所，五个畜牧站，十三所中小学校，其中一所为朝鲜族学校。全场职工4737人，长期顶岗工8981人，总人口26581人。农场幅员面积129.5平方公里，耕地面积8263公顷:130。
2018年之前，辽河农场（国营梨树农场）由四平市管理。2018年时，辽河农场下辖五个分场：三塔分场、福宁分场、茅山分场、新鲜分场、小宽分场，总人口约2万人。2018年4月，辽河农场（国营梨树农场）和孤家子镇整体划归梨树县管理。三塔等五个分场均划归孤家子镇管辖。部分财政仍由四平市人民政府相关机构负责。
2022年时，国营梨树农场有基本农田230357.40亩，占全县7.513%，其中旱地183776.05亩（占全县5.961%），水田47581.35亩（占全县1.552%）:16—17。

## 行政区划
下辖以下地区：三塔分场、小宽分场、茅山分场、福宁分场、新鲜分场和农科所生活区。

## 备注
1. ↑  国营梨树农场（梨树农垦集团）下辖有茅山[1]:27[3]、三塔[1]:42等分场。与辽河农场下辖的茅山、三塔等分场同名。